# Новый Путь (Архангельская область)
Но́вый Путь — посёлок в Пинежском районе Архангельской области. Входит в состав Веркольского сельского поселения.

## География
Посёлок находится в восточной части Архангельской области, на расстоянии примерно 41 км (по прямой) к юго-востоку от села Карпогоры, административного центра района.

### Часовой пояс
Посёлок Новый Путь, как и вся Архангельская область, находится в часовой зоне МСК (московское время). Смещение применяемого времени относительно UTC составляет +3:00.

## Население
| 2002 | 2010 | 2012 |
| ---- | ---- | ---- |
| 30   | ↘19  | ↘12  |

### Национальный состав
Согласно результатам переписи 2002 года, в национальной структуре населения русские составляли 100 % из 30 чел.